# Bankenkrise 2023
Die Bankenkrise 2023 zeigte sich darin, dass im März 2023 innerhalb von fünf Tagen drei kleine bis mittelgroße US-amerikanische Banken aufgrund von Zahlungsunfähigkeit schließen mussten. Dies löste einen starken Rückgang der weltweiten Bankaktienkurse und eine rasche Reaktion der Regulierungsbehörden aus, um eine mögliche globale Ausbreitung (Contagion-Effekt) zu verhindern.
Die Silvergate Bank und die Signature Bank, die beide stark in Kryptowährungen engagiert waren, scheiterten inmitten der Turbulenzen auf diesem Markt. Die Silicon Valley Bank (SVB) scheiterte, als ein Bankansturm auf die Bank ausgelöst wurde, nachdem sie ihr Portfolio an Staatsanleihen mit einem großen Verlust verkauft hatte, was bei den Einlegern Bedenken hinsichtlich der Liquidität der Bank auslöste. Die Anleihen hatten erheblich an Wert verloren, als die Marktzinsen stiegen, nachdem die Bank ihr Portfolio in Anleihen mit längeren Laufzeiten umgeschichtet hatte. Die Kunden der Bank waren in erster Linie Technologieunternehmen und wohlhabende Privatpersonen, die über große Einlagen verfügten, aber Guthaben von mehr als 250.000 USD waren nicht durch die Federal Deposit Insurance Corporation (FDIC) versichert.
Als Reaktion auf die Bankenzusammenbrüche kündigten die drei wichtigsten US-Bankenaufsichtsbehörden in einem gemeinsamen Kommuniqué an, dass außerordentliche Maßnahmen ergriffen würden, um sicherzustellen, dass alle Einlagen bei der Silicon Valley Bank und der Signature Bank eingelöst würden. Die Federal Reserve richtete ein Bank Term Funding Program (BTFP) ein, um qualifizierten Einlageninstituten Darlehen mit einer Laufzeit von bis zu einem Jahr zu gewähren, wenn sie qualifizierte Vermögenswerte als Sicherheiten (Realsicherheit) hinterlegen. Um zu verhindern, dass noch mehr Banken von der Situation betroffen sind, griffen die globalen Regulierungsbehörden, darunter die Federal Reserve, die Bank of Canada, die Bank of England, die Bank of Japan, die Europäische Zentralbank und die Schweizerische Nationalbank ein, um außerordentliche Liquidität bereitzustellen.
Kurz nach dem Bankansturm bei der SVB begannen die Einleger, ihr Geld von der First Republic Bank (FRB) in San Francisco abzuziehen, die sich auf das Privatkundengeschäft mit wohlhabenden Kunden konzentrierte. Wie die SVB verfügte auch die FRB über beträchtliche unversicherte Einlagen von jeweils mehr als 250.000 $; diese Einlagen machten Ende 2022 68 % des Gesamtbestandes der Bank aus und sanken bis Ende März auf 27 %, als 100 Mrd. $ an unversicherten Einlagen abgezogen wurden. Trotz einer Kapitalzufuhr in Höhe von 30 Mrd. USD durch eine Gruppe von Großbanken im März geriet die FRB weiter in Schieflage, und ihr Aktienkurs stürzte ab, als die FDIC sich darauf vorbereitete, sie unter Zwangsverwaltung zu stellen und am 29. April einen Käufer zu finden. Am 1. Mai gab die FDIC bekannt, dass First Republic geschlossen und an JPMorgan Chase verkauft worden war.
Bis zum 16. März kam es zu umfangreichen Mittelzuflüssen zwischen den Banken, um die Bankbilanzen zu stützen, und einige Analysten sprachen von einer möglicherweise umfassenderen Bankenkrise in den USA. Im Rahmen der Diskontfazilität der Federal Reserve wurden bis zum 16. März rund 150 Mrd. USD von verschiedenen Banken aufgenommen.

## Vereinigte Staaten
In der Vorlaufzeit hatten viele Banken in den USA ihre Reserven in US-Schatzpapieren angelegt, die seit mehreren Jahren niedrige Zinsen abwarfen. Als die Federal Reserve im Jahr 2022 begann, die Zinssätze zu erhöhen, fielen die Anleihekurse, wodurch der Marktwert der Kapitalreserven der Banken sank, was bei einigen Banken zu nicht realisierten Verlusten führte; um die Liquidität zu erhalten, verkaufte die Silicon Valley Bank ihre Anleihen, um hohe Verluste zu realisieren. Außerdem hatten sich mehrere Banken vor und während der COVID-19-Pandemie am Markt für Kryptowährungen und mit Kryptowährungen verbundene Unternehmen engagiert; die Kryptowährungsblase von 2020–2022 platzte Ende 2022. In diesem Umfeld scheiterten drei dieser Banken oder wurden von den Aufsichtsbehörden stillgelegt: Die erste Bank, die scheiterte, die auf Kryptowährungen fokussierte Silvergate Bank, kündigte am 8. März 2023 an, dass sie aufgrund von Verlusten in ihrem Kreditportfolio aufgelöst werden würde. Zwei Tage später, nach der Ankündigung eines Versuchs, Kapital zu beschaffen, kam es bei der Silicon Valley Bank zu einem Bankansturm, der dazu führte, dass sie zusammenbrach und noch am selben Tag von den Regulierungsbehörden beschlagnahmt wurde. Die Signature Bank, eine Bank, die häufig mit Kryptowährungsfirmen Geschäfte machte, wurde zwei Tage später, am 12. März, von den Aufsichtsbehörden unter Berufung auf systemische Risiken geschlossen. Die Zusammenbrüche der First Republic Bank, der Silicon Valley Bank und der Signature Bank waren die zweit-, dritt- bzw. viertgrößten Bankzusammenbrüche in der Geschichte der Vereinigten Staaten und waren nur noch kleiner als der Zusammenbruch von Washington Mutual während der Finanzkrise 2007–2008.
Im Jahr 2019 änderte die Federal Reserve ihre „Tailoring-Regeln“, indem sie den Schwellenwert für das Mindestvermögen von 50 auf 100 Mrd. USD anhob und die Anzahl der erforderlichen Stresstestszenarien reduzierte, so dass Banken mit einem Vermögen von weniger als 100 Mrd. USD geringere Liquiditätsstandards anwenden konnten. Signature Bank und First Republic Bank lagen unter dem Schwellenwert von 100 Mrd. USD für die „Tailoring“-Regeln der Federal Reserve, so dass die Banken geringere Liquiditätsstandards anwenden konnten. Einige haben die Frage aufgeworfen, ob es bei der First Republic Bank zu einem Bankansturm gekommen wäre, wenn es in den Vereinigten Staaten ähnliche Regelungen wie in den EU-Ländern gegeben hätte.

### Liquidation der Silvergate Bank

#### Hintergrund
Die Silvergate Bank ist eine in Kalifornien ansässige Bank, die ihre Tätigkeit 1988 als Spar- und Darlehensvereinigung aufnahm. In den 2010er Jahren begann die Bank, Bankdienstleistungen für Akteure auf dem Kryptowährungsmarkt anzubieten. Im Sommer 2014 beantragte die Bank die behördliche Genehmigung, Geschäfte mit Kryptowährungsunternehmen zu tätigen. Die Bank weitete ihre Bilanzsumme erheblich aus – sie verdoppelte ihre Aktiva im Geschäftsjahr 2017 auf 1,9 Milliarden US-Dollar –, indem sie Kryptowährungsbörsen und andere Unternehmen bediente, die im Kryptowährungsgeschäft tätig waren und keine Finanzierung von größeren, konservativeren Banken erhalten konnten. Trotz des schnellen Wachstums behielt das Unternehmen eine kleine physische Präsenz bei; im Jahr 2018 hatte die Bank nur drei Filialen, die sich alle in Südkalifornien befanden. Bis zum vierten Quartal 2022 waren 90 % der Einlagen der Bank mit Kryptowährungen verbunden, wobei über 1 Milliarde US-Dollar an Einlagen an Sam Bankman-Fried gebunden waren.
Neben der Bereitstellung traditioneller Bankdienstleistungen für ihre Kryptowährungskunden fungierte die Bank als Clearingstelle für ihre Bankkunden; sie beteiligte sich an der Abwicklung und Abrechnung von Transaktionen in Echtzeit über ihr eigenes Silvergate Exchange Network. Das Netzwerk ermöglichte es einem Kunden, Zahlungen in US-Dollar von seinen Konten bei Silvergate an die Konten eines anderen Kunden der Bank zu senden, ohne dass eine Interbanküberweisung erforderlich war. Aufgrund der relativ schnellen Transaktionsabwicklung über das Silvergate-Netzwerk richteten zahlreiche Kryptowährungsunternehmen Konten bei der Bank ein, um die Vorteile der schnellen Abwicklungszeiten von Silvergate zu nutzen.
Obwohl Silvergate den Großteil seiner Geschäfte mit Kryptowährungsunternehmen tätigte, war sein Investitionsportfolio ziemlich konservativ; das Unternehmen nahm große Positionen in hypothekarisch gesicherten Wertpapieren sowie in US-Anleihen ein. Diese Art von Vermögenswerten, die zwar bis zu ihrem Fälligkeitsdatum zuverlässig vollständig ausgezahlt werden, bergen Risiken im Zusammenhang mit Zinsänderungen; es besteht ein umgekehrtes Verhältnis zwischen dem Marktwert einer Anleihe und ihrer Rendite. Als die Zinssätze während der Inflationswelle 2021–2023 in die Höhe schossen, sank der Marktwert dieser Wertpapiere erheblich. Wenn diese Verluste nicht realisiert werden, führt dies in der Regel nicht dazu, dass die Bank ihre Geschäftstätigkeit einstellt, da die Bank gemäß den ursprünglichen Anleihebedingungen die volle Zahlung erhält. Wenn die Bank jedoch gezwungen ist, diese Wertpapiere zu einem niedrigeren Marktpreis zu verkaufen, werden die Verluste dieser Art von Vermögenswerten realisiert und stellen ein erhebliches Risiko für die Fähigkeit der Bank dar, ihre Geschäftstätigkeit fortzusetzen.

#### Ereignisse
Silvergate wurde im Zuge des Konkurses von FTX von einem Bankansturm getroffen; die Einlagen von Firmen, die mit Kryptowährungen zu tun haben, fielen bei der Bank um 68 %, und die Bank sah sich mit Aufforderungen ihrer Kunden konfrontiert, Einlagen in Höhe von mehr als 8 Milliarden Dollar abzuziehen. Da Silvergate nicht genug Bargeld zur Verfügung hatte, um die Einlagenabhebungen zu befriedigen, begann die Bank, ihre Vermögenswerte mit einem hohen Verlust zu verkaufen; das Unternehmen realisierte einen Verlust von 718 Millionen US-Dollar aus dem Verkauf von Vermögenswerten im Zusammenhang mit Abhebungen allein im vierten Geschäftsquartal 2022. Die Bank sagte in einer öffentlichen Erklärung, dass sie am Ende des vierten Quartals 2022 zahlungsfähig war, mit einer Vermögensbilanz, die Vermögenswerte von 4. In den kommenden Monaten sah sich Silvergate mit strengen finanziellen Auflagen konfrontiert, verkaufte Vermögenswerte mit Verlust und nahm bei der Federal Home Loan Bank of San Francisco einen Kredit in Höhe von 3,6 Mrd. USD auf, um seine Liquidität aufrechtzuerhalten. In einem am 1. März eingereichten Bericht an die Aufsichtsbehörden schrieb Silvergate, dass die Bank Gefahr laufe, ihren Status als gut kapitalisierte Bank zu verlieren, und dass die Bank Risiken in Bezug auf ihre Fähigkeit zur Fortführung ihrer Geschäftstätigkeit ausgesetzt sei.
Angesichts anhaltender Verluste aus dem Verkauf von Wertpapieren zu Marktpreisen gab Silvergate am 8. März 2023 eine öffentliche Bekanntmachung heraus, in der sie mitteilte, dass sie sich einer freiwilligen Liquidation unterziehen und alle eingezahlten Gelder an ihre jeweiligen Eigentümer zurückgeben würde.

### Zusammenbruch der Silicon Valley Bank

#### Hintergrund
Die Silicon Valley Bank (SVB) war eine 1983 gegründete Geschäftsbank mit Hauptsitz in Santa Clara, Kalifornien. Bis zu ihrem Zusammenbruch war die SVB die 16. größte Bank in den Vereinigten Staaten und war stark auf die Betreuung von Unternehmen und Einzelpersonen aus der Technologiebranche ausgerichtet. Fast die Hälfte der mit Risikokapital finanzierten Gesundheits- und Technologieunternehmen in den USA wurde von der SVB finanziert. Unternehmen wie Airbnb, Cisco, Fitbit, Pinterest und Block, Inc. gehörten zu den Kunden der Bank. Neben der Finanzierung wagnisfinanzierter Unternehmen war die SVB auch als Quelle für Private Banking, persönliche Kreditlinien und Hypotheken für Tech-Unternehmer bekannt. Nach Angaben der FDIC verfügte sie Ende 2022 über Vermögenswerte in Höhe von 209 Mrd. USD.
Die Silicon Valley Bank verzeichnete während der COVID-19-Pandemie, als der Tech-Sektor eine Wachstumsphase erlebte, einen Anstieg ihrer Einlagenbestände. Im Jahr 2021 kaufte sie langfristige Staatsanleihen, um aus den gestiegenen Einlagen Kapital zu schlagen. Der aktuelle Marktwert dieser Anleihen sank jedoch, als die Federal Reserve die Zinssätze anhob, um den Inflationsschub von 2021 bis 2023 einzudämmen. Höhere Zinssätze erhöhten auch die Kreditkosten in der gesamten Wirtschaft, und einige Kunden der Silicon Valley Bank begannen, Geld abzuziehen, um ihren Liquiditätsbedarf zu decken.

#### Ereignisse
Um Barmittel für die Abhebungen ihrer Einleger zu beschaffen, gab die SVB am 8. März bekannt, dass sie Wertpapiere im Wert von über 21 Mrd. USD verkauft, Kredite in Höhe von 15 Mrd. USD aufgenommen und einen Notverkauf einiger ihrer eigenen Aktien durchgeführt hatte, um 2,25 Mrd. USD zu beschaffen. Diese Ankündigung und die Warnungen prominenter Silicon-Valley-Investoren lösten einen Ansturm auf die Banken aus, da die Kunden bis zum nächsten Tag Gelder in Höhe von 42 Milliarden US-Dollar abzogen.
Am 10. März 2023 beschlagnahmte das kalifornische Department of Financial Protection and Innovation (DFPI) die SVB und unterstellte sie der Konkursverwaltung der FDIC. Die FDIC gründete eine nationale Einlagensicherungsbank, die Deposit Insurance National Bank of Santa Clara, um die versicherten Einlagen zu verwalten, und kündigte an, dass sie in der folgenden Woche mit der Zahlung von Dividenden für nicht versicherte Einlagen beginnen würde; die Dividenden wurden durch die Erlöse aus dem Verkauf von SVB-Aktiva finanziert. Etwa 89 Prozent der 172 Milliarden US-Dollar an Einlagen der Bank überstiegen den von der FDIC versicherten Höchstbetrag.
Zwei Tage nach dem Zusammenbruch erhielt die FDIC vom Finanzministerium eine Ausnahmegenehmigung und kündigte gemeinsam mit anderen Behörden an, dass alle Einleger am nächsten Morgen uneingeschränkten Zugang zu ihren Geldern haben würden. Bei einer ersten Versteigerung von Vermögenswerten der Silicon Valley Bank am selben Tag gab es nur ein einziges Angebot, nachdem PNC Financial Services und RBC Bank von der Abgabe von Angeboten Abstand genommen hatten. Die FDIC lehnte dieses Angebot ab und plante eine zweite Auktion, um Gebote von Großbanken einzuholen, da die FDIC aufgrund der Einstufung der Bank als systemisches Risiko nun alle Einlagen versichern kann. Die Bank wurde später als neu organisierte Brückenbank, Silicon Valley Bridge Bank, N. A., wiedereröffnet.
Am 26. März 2023 gab die FDIC bekannt, dass First Citizens BancShares das kommerzielle Bankgeschäft der SVB übernehmen würde. Im Rahmen der Transaktion brachte First Citizens rund 56,5 Mrd. USD an Einlagen und 72 Mrd. USD an Krediten der SVB mit einem Abschlag von 16 Mrd. USD ein. Die FDIC erhielt Wertsteigerungsrechte im Wert von 500 Millionen Dollar, die an die Aktien von First Citizens geknüpft waren. Die 17 Filialen der SVB wurden am nächsten Tag unter der Marke First Citizens wiedereröffnet, und alle SVB-Einleger wurden zu Einlegern von First Citizens. SVB Private sollte ursprünglich separat versteigert werden, doch First Citizens erwarb später auch dieses Geschäft.

### Zusammenbruch der Signature Bank

#### Hintergrund

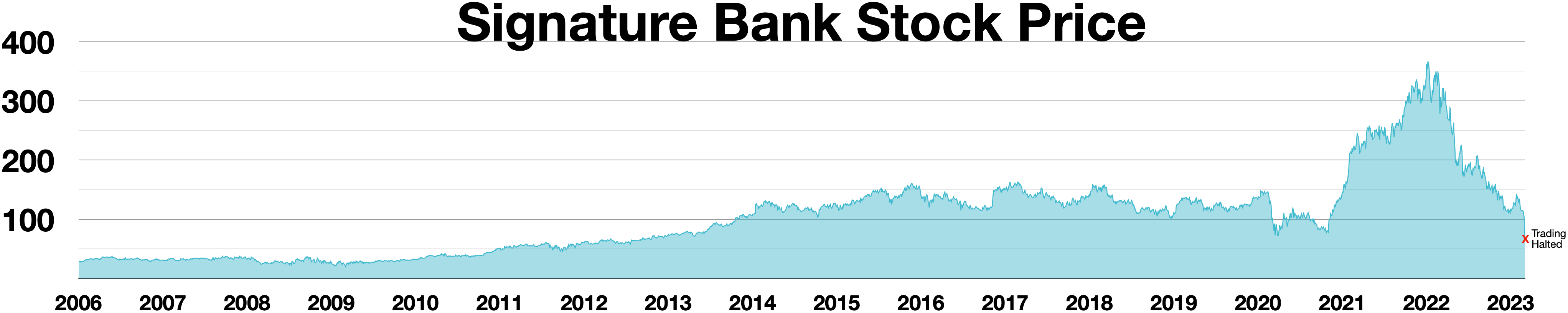
Aktienkurs der Signature Bank (2006–2023)

Die Signature Bank war eine 2001 gegründete Bank mit Sitz in New York City. Die Bank begann als Tochtergesellschaft der Bank Hapoalim, die Kunden mit einem Vermögen von rund 250.000 US-Dollar aufnahm und Kredite an kleine Unternehmen in New York City und im umliegenden Großraum vergab. Die Bank stellte ab 2007 Finanzierungen für den Markt für Mehrfamilienhäuser im Großraum New York bereit, begann jedoch in den 2010er Jahren, ihr Engagement in diesem Markt zu reduzieren. Im Jahr 2019 entfielen etwas mehr als vier Zehntel des Wertes der Kredite der Bank auf Mehrfamilienhäuser im Großraum New York, was 15,8 Mrd. USD der damaligen 38,9 Mrd. USD an Nettokrediten der Bank ausmachte.
Ab 2018 begann die Signature Bank, Kunden in der Kryptowährungsbranche zu umwerben, indem sie in diesem Bereich erfahrene Mitarbeiter einstellte, um sich von der Abhängigkeit von Immobilienkrediten zu lösen. Die Menge der bei der Bank gehaltenen Einlagen wuchs erheblich, wobei die Einlagen von etwa 36,3 Milliarden Dollar am Ende des Geschäftsjahres 2018 auf 104 Milliarden Dollar im August 2022; in diesem Monat waren mehr als ein Viertel der Einlagen der Bank die von Kryptowährungsunternehmen. Zu den Kunden im Kryptowährungssektor gehörten große Kryptowährungsbörsenbetreiber wie Celsius Network und Binance. Anfang 2023 war die Signature Bank der zweitgrößte Anbieter von Bankdienstleistungen für die Kryptowährungsbranche – nach der Silvergate Bank.
Zusätzlich zur Bereitstellung traditioneller Bankdienstleistungen für Kryptowährungskunden eröffnete die Signature Bank ein eigenes Zahlungsnetzwerk zur Nutzung durch ihre Kryptowährungskunden. Das Zahlungsnetzwerk, Signet, wurde 2019 für zugelassene Kunden eröffnet und ermöglichte die Echtzeit-Bruttoabwicklung von Geldüberweisungen über die Blockchain ohne Dritte oder Transaktionsgebühren. Bis Ende 2020 hatte die Signature Bank 740 Kunden, die Signet nutzten. Das Netzwerk wurde in den folgenden Jahren weiter ausgebaut; sowohl Coinbase als auch der an den Dollar gekoppelte TrueUSD Stablecoin wurden 2022 bzw. 2021 in Signet integriert.

#### Ereignisse
Als die Preise für Kryptowährungen im Jahr 2022 erheblich sanken, insbesondere nach dem Zusammenbruch der Kryptowährungsbörse FTX, begannen die Einleger der Signature Bank, Einlagen in Milliardenhöhe abzuziehen; Ende 2022 beliefen sich die Einlagen bei der Bank auf insgesamt 88,6 Milliarden US-Dollar, gegenüber 106 Milliarden US-Dollar zu Beginn des Jahres. Gegen Ende des Jahres 2022 trennte sich die Signature Bank von der Kryptowährungsbörse Binance, um das mit dem Kryptowährungsmarkt verbundene Risiko für die Bank zu verringern. Nach Angaben des Vorstandsmitglieds der Signature Bank, Barney Frank, wurde die Signature Bank am Freitag, dem 10. März, von einem milliardenschweren Ansturm auf die Bank getroffen, da die Einleger ihre Besorgnis über die mit Kryptowährungen verbundenen Risiken für die Bank zum Ausdruck brachten. Das Vertrauen der Anleger in die Bank wurde ebenfalls stark erschüttert, und die Aktien der Bank fielen an diesem Freitag – dem Tag, an dem die Bank im Silicon Valley zusammenbrach – um 23 %, was den damals größten Wertverlust an einem einzigen Tag in der 22-jährigen Geschichte der Signature Bank bedeutete.
Am 12. März 2023, zwei Tage nach dem Zusammenbruch der Silicon Valley Bank, wurde die Signature Bank von den Aufsichtsbehörden des New York State Department of Financial Services geschlossen, was den drittgrößten Bankenzusammenbruch in der Geschichte der USA darstellt. Die Bank erwies sich als nicht in der Lage, einen Verkauf abzuschließen oder ihre Finanzen anderweitig zu stärken, bevor die Märkte am Montagmorgen öffneten, um ihre Vermögenswerte zu schützen, nachdem die Kunden begannen, ihre Einlagen zugunsten größerer Institute abzuziehen, und die Aktionäre der Bank alle investierten Gelder verloren. Die Bank wurde von der FDIC unter Zwangsverwaltung gestellt, die sofort die Signature Bridge Bank, N.A. gründete, um ihre vermarkteten Vermögenswerte an Bieter zu betreiben.
Gegen die Signature Bank liefen zum Zeitpunkt des Zusammenbruchs der Bank mehrere bundesstaatliche Untersuchungen, die sich auf die Strenge ihrer Maßnahmen zur Bekämpfung der Geldwäsche bezogen. Das US-Justizministerium hatte eine strafrechtliche Untersuchung eingeleitet, um zu prüfen, ob das Unternehmen bei der Eröffnung neuer Konten die erforderliche Sorgfalt walten ließ und ob es genug tat, um potenzielle kriminelle Aktivitäten seiner Kunden aufzudecken und zu melden. Die US-Börsenaufsichtsbehörde (Securities and Exchange Commission) hatte eine separate, damit verbundene zivilrechtliche Untersuchung eingeleitet.
Am 19. März erklärte sich die New York Community Bank (NYCB) bereit, die Vermögenswerte von Signature im Wert von rund 38,4 Milliarden Dollar für 2,7 Milliarden Dollar zu erwerben. Im Zuge der Transaktion wurden 40 Signature-Filialen in die Flagstar Bank, eine Tochtergesellschaft der NYCB, umbenannt.

### Beschlagnahmung der First Republic Bank
Andere Banken, wie die in San Francisco ansässige First Republic Bank, die Ende 2022 die 14. größte US-Bank war, wurden intensiv geprüft und unter Druck gesetzt. Am 13. März fielen ihre Aktien um 62 %. Da die Bank mit erheblichen Liquiditätsproblemen zu kämpfen hatte, erhielt sie am 16. März eine Rettungsleine in Höhe von 30 Mrd. USD in Form von Einlagen einer Reihe großer US-Banken, zusätzlich zu einer Finanzierungsfazilität in Höhe von 70 Mrd. USD, die von JPMorgan Chase & Co. bereitgestellt wurde. Elf der größten US-Banken beteiligten sich unter der Leitung von Jamie Dimon an der Rettungsaktion.
Am 19. März stufte Standard & Poor’s die Kreditwürdigkeit der First Republic Bank um drei Stufen auf Ramschniveau herab und erklärte, dass die Rettungsbemühungen des Privatsektors „möglicherweise keine Lösung für die beträchtlichen Geschäfts-, Liquiditäts-, Finanzierungs- und Rentabilitätsprobleme darstellen, mit denen die Bank unserer Ansicht nach jetzt konfrontiert ist“. In ihrem Quartalsbericht vom April erklärte die Bank, dass die Einlagen um mehr als 100 Mrd. USD eingebrochen seien. Die Ankündigung ließ den Aktienkurs der Bank um mehr als 20 % fallen.
Am 28. April kündigte die Bank Pläne an, ihre Anleihen und Wertpapiere mit Verlust zu verkaufen, um Eigenkapital zu beschaffen, und auch mit der Entlassung von Mitarbeitern zu beginnen. Mehrere Beraterteams begannen ebenfalls, die Bank zu verlassen. An diesem Tag wurde bekannt gegeben, dass die FDIC erwog, die Bank zu beschlagnahmen, was den Aktienkurs um weitere 43 % auf 3,50 $ einbrechen ließ. Nachdem der Aktienkurs im nachbörslichen Handel um weitere 42 % gefallen war, bestätigte die FDIC die bevorstehende Übernahme der Bank. Im Jahr 2023 betrug der kumulierte Kursrückgang 97 %. Am nächsten Tag wandte sich die FDIC an verschiedene Banken, darunter JPMorgan Chase, PNC und Bank of America, und teilte ihnen mit, sie hätten bis zum 30. April Zeit, Angebote für die First Republic Bank abzugeben.
Am Morgen des 1. Mai gab das kalifornische Ministerium für Finanzschutz und Innovation bekannt, dass die First Republic Bank geschlossen und ihre Vermögenswerte an JPMorgan verkauft worden waren.

### Antwort der US-Bundesregierung

#### Bank Term Funding Program
Als Reaktion auf die Bankenzusammenbrüche im März ergriff die Bundesregierung der Vereinigten Staaten außerordentliche Maßnahmen, um die Auswirkungen auf den gesamten Bankensektor abzumildern. Am 12. März rief die Federal Reserve das Bank Term Funding Program (BTFP) ins Leben, ein Notkreditprogramm, das Banken, Sparvereinigungen, Kreditgenossenschaften und anderen zugelassenen Einlageninstituten Darlehen mit einer Laufzeit von bis zu einem Jahr gewährt, wenn sie US-Staatsanleihen, Schuldtitel von Agenturen und hypothekarisch gesicherte Wertpapiere sowie andere qualifizierte Vermögenswerte als Sicherheiten verpfänden. Das Programm wurde entwickelt, um Finanzinstituten nach dem Zusammenbruch der Silicon Valley Bank und anderen Bankzusammenbrüchen Liquidität zur Verfügung zu stellen und die Risiken zu verringern, die mit den derzeitigen nicht realisierten Verlusten im US-Bankensystem verbunden sind, die sich auf über 1 Mrd. EUR belaufen. Das Programm wird aus dem Einlagenversicherungsfonds finanziert und bietet Krediten mit einer Laufzeit von bis zu einem Jahr an berechtigte Kreditnehmer, die bestimmte Arten von Wertpapieren, darunter US-Staatsanleihen, Schuldtitel von Agenturen und hypothekarisch gesicherte Wertpapiere, als Sicherheit verpfänden. Die Sicherheiten werden zum Nennwert und nicht zum Marktwert bewertet, so dass eine Bank Kredite auf Vermögenswerte aufnehmen kann, die durch eine Reihe von Zinserhöhungen seit 2022 nicht beeinträchtigt worden sind. Die Federal Reserve lockerte auch die Bedingungen für ihr Diskontfenster. Das Finanzministerium wird bis zu 25 Mrd. USD aus seinem Devisenstabilisierungsfonds als Rückhalt für das Programm zur Verfügung stellen.
Zusätzlich zur Zusammenarbeit mit ihren Kollegen bei der FDIC und dem US-Finanzministerium, um den Banken über das BTFP Liquidität zur Verfügung zu stellen, hat die Federal Reserve damit begonnen, intern über die Einführung strengerer Eigenkapital- und Liquiditätsanforderungen für Banken mit einer Bilanzsumme zwischen 100 und 250 Milliarden Dollar zu diskutieren. Eine Überprüfung der Vorschriften für Regionalbanken läuft seit 2022, da der stellvertretende Vorsitzende der Federal Reserve, Michael Barr, und andere Beamte in der Biden-Administration zunehmend besorgt über das Risiko für das Finanzsystem waren, das von der schnell wachsenden Größe der Regionalbanken ausging.

#### U.S.-Untersuchungen
Der Zusammenbruch der Silicon Valley Bank selbst hat auch Ermittlungen der US-Börsenaufsichtsbehörde (Securities and Exchange Commission) und des US-Justizministeriums ausgelöst. Gegenstand beider Untersuchungen sind die Aktienverkäufe, die leitende Angestellte der Silicon Valley Bank kurz vor dem Zusammenbruch der Bank getätigt haben, während die SEC-Untersuchung auch eine Überprüfung früherer Finanz- und anderer risikobezogener Offenlegungen der Silicon Valley Bank umfasst, um deren Richtigkeit und Vollständigkeit zu bewerten.

### Die Folgen der Bankenzusammenbrüche
Als die Einleger begannen, massenhaft Geld von kleineren Banken zu größeren Banken zu transferieren. Am Montag, den 13. März fielen die Aktien der regionalen Banken.
Der Aktienkurs der Western Alliance Bancorporation fiel um 47 %, und die PacWest Bancorp erholte sich um 21 %, nachdem der Handel ausgesetzt worden war. Die Ratingagentur Moody’s stufte die Aussichten für das US-Bankensystem auf negativ herab und begründete dies mit der „rapiden Verschlechterung“ der finanziellen Lage des Sektors. Sie stufte auch die Kreditwürdigkeit mehrerer Regionalbanken herab, darunter Western Alliance, First Republic, Intrust Bank, Comerica, UMB Financial Corporation und Zions Bancorporation.
US-Präsident Joe Biden gab am 13. März eine Erklärung zu den ersten drei Bankenpleiten ab und versicherte, dass das Eingreifen der Regierung keine Rettungsaktion sei und das Bankensystem stabil sei.
Die ersten Bankenzusammenbrüche führten am 13. März zu Spekulationen, dass die US-Notenbank die Zinserhöhungen aussetzen oder stoppen könnte. Ab dem 13. März begannen die Händler, ihre Strategien in der Erwartung zu ändern, dass es zu weniger Zinserhöhungen als zuvor erwartet kommen würde. Einige Finanzexperten vermuteten, dass der BTFP in Verbindung mit der jüngsten Praxis, Käufer zu finden, die alle Einlagen abdecken würden, die Obergrenze der Einlagensicherung der FDIC von 250.000 Dollar effektiv aufgehoben haben könnte. Finanzministerin Janet Yellen stellte jedoch klar, dass jede Garantie, die über diese Grenze hinausgeht, die Zustimmung der Biden-Administration und der Bundesaufsichtsbehörden benötigen würde.
Es wurde erwartet, dass die ersten drei Bankenzusammenbrüche und der daraus resultierende Druck auf andere US-Regionalbanken die verfügbare Finanzierung auf dem gewerblichen Immobilienmarkt verringern und die Entwicklung von Gewerbeimmobilien weiter verlangsamen würden. Im Rahmen der Diskontfenster-Liquiditätsfazilität der Federal Reserve wurden bis zum 16. März rund 150 Mrd. USD von verschiedenen Banken aufgenommen, mehr als das Zwölffache der 12 Mrd. USD, die im Rahmen des BTFP bereitgestellt wurden.
Am 16. März kam es zu umfangreichen Mittelflüssen zwischen den Banken, um die Bankbilanzen zu stützen, und zahlreiche Analysten berichteten über eine allgemeine Bankenkrise in den USA. Viele Banken hatten ihre Reserven in US-Schatzpapieren angelegt, die niedrige Zinssätze boten. Als die Federal Reserve im Jahr 2022 begann, die Zinssätze anzuheben, sanken die Anleihekurse und damit der Marktwert der Kapitalreserven der Banken, was einige Banken dazu veranlasste, die Anleihen mit hohen Verlusten zu verkaufen, da die Renditen für neue Anleihen viel höher waren. Die Liquiditätsfazilität des Diskontfensters der Federal Reserve hatte bis zum 16. März etwa 150 Milliarden Dollar an Krediten von verschiedenen Banken aufgenommen.
Am 17. März erklärte Präsident Biden, dass sich die Bankenkrise beruhigt habe, während die New York Times schrieb, dass die Bankenkrise vom März die Wirtschaft in Atem halte und die Angst vor einer Rezession neu entfacht habe, da die Kreditaufnahme für Unternehmen schwieriger werde, da viele regionale und kommunale Banken ihre Kreditvergabe einschränken müssten.
Am späten Sonntagabend kündigten die US-Notenbank und mehrere andere Zentralbanken umfangreiche Liquiditätsmaßnahmen für den US-Dollar an, um die Marktturbulenzen zu beruhigen. In einer „koordinierten Aktion zur Verbesserung der Bereitstellung von Liquidität durch die ständigen US-Dollar-Swap-Vereinbarungen“ schlossen sich die US-Notenbank, die Bank of Canada, die Bank of Japan, die Europäische Zentralbank und die Schweizerische Nationalbank zusammen, um tägliche US-Dollar-Swap-Operationen zu organisieren. Diese Swaps waren zuvor für einen wöchentlichen Rhythmus eingerichtet worden.

## Internationale Auswirkungen
Am Sonntag, dem 19. März wuchs die Sorge um den internationalen Bankensektor. An diesem Tag kaufte die Schweizer Bank UBS Group AG ihren kleineren Konkurrenten Credit Suisse in einer von der Schweizer Regierung vermittelten Notstandsvereinbarung. Einen Monat vor den Ereignissen in den Vereinigten Staaten gab die Credit Suisse ihren größten Jahresverlust seit der Finanzkrise von 2008 bekannt, da die Kunden weiterhin in rasantem Tempo ihr Geld abzogen; im vierten Quartal 2022 waren 147 Milliarden Dollar abgehoben worden. Außerdem gab sie bekannt, dass sie „wesentliche Schwachstellen“ in ihrer Finanzberichterstattung festgestellt hat. Ihr größter Investor, die Saudi National Bank, gab am 15. März bekannt, dass sie die Credit Suisse nicht weiter unterstützen werde. Der Aktienkurs der Credit Suisse brach daraufhin um 25 % ein, und UBS sprang ein, um die Bank zu kaufen. Axel Lehmann, der ehemalige Präsident der Bank, versuchte später, die Schuld für den Niedergang der Credit Suisse auf die amerikanischen Bankenpleiten zu schieben, obwohl andere Analysten diese Darstellung bestritten. Die Bank hatte viele Jahre mit Milliardenverlusten, Skandalen, Führungswechseln und einer schwachen Geschäftsstrategie zu kämpfen.
Am späten Sonntagabend kündigten die US-Notenbank und mehrere andere Zentralbanken umfangreiche USD-Liquiditätsmaßnahmen an, um die Marktturbulenzen zu beruhigen. In einer „koordinierten Aktion zur Verbesserung der Bereitstellung von Liquidität durch die ständigen US-Dollar-Swap-Vereinbarungen“ schlossen sich die US-Notenbank, die Bank of Canada, die Bank of Japan, die Europäische Zentralbank (EZB) und die Schweizerische Nationalbank zusammen, um tägliche US-Dollar-Swap-Operationen zu organisieren. Zuvor waren diese Swaps in einem wöchentlichen Rhythmus durchgeführt worden.
Am 21. März berichtete die Business Times, dass die asiatischen Zentralbanken „wahrscheinlich nicht stark von der Bankenkrise in den Vereinigten Staaten und Europa beeinflusst werden“, aber die australischen Zentralbankgouverneure trafen sich und deuteten öffentlich eine mögliche Pause bei den jüngsten Zinserhöhungen an. ABC News berichtete, dass die Herausforderung für die Zentralbanken darin besteht, festzustellen, ob die „Bankenturbulenzen kurz vor dem Zusammenbruch der Realwirtschaft stehen oder ob die Inflation immer noch die größere Bedrohung darstellt“. In Japan verloren die drei wichtigsten Kreditgeber, die Mitsubishi UFJ Financial Group, die Sumitomo Mitsui Financial Group und die Mizuho Financial Group, aufgrund der Marktturbulenzen und ihres Engagements auf dem Anleihemarkt zwischen 10 % und 12 % an Wert. Japans Zentralbank hielt Mitte März eine Krisensitzung ab, während der Bankenindex TOPIX um 17 % fiel. Auslöser für den Rückgang waren Befürchtungen über den Zusammenbruch der SVB und die Risiken im regionalen Bankensektor Japans, die zum Teil auf die Abhängigkeit von US-Zinserhöhungen zurückzuführen waren.
Am Freitag, dem 24. März stiegen die Kosten für die Versicherung gegen einen Zahlungsausfall bei der Deutschen Bank erheblich an, wobei der 5-Jahres-CDS für die Schulden der Bank um 70 % anstieg. Die EZB und andere europäische Zentralbanken hoben am selben Tag die Zinssätze an. Der STOXX Europe 600-Index fiel um rund 4 %, wobei die Aktien der Deutschen Bank zeitweise um mehr als 14 % fielen und den Tag mit einem Verlust von rund 8 % beendeten. Der britische Bankenindex (FTSE 350 Bank index) fiel ebenfalls um rund 3 %, angeführt von Rückgängen von rund 6 % bei Barclays und Standard Chartered und einem Rückgang von 4 % bei National Westminster Bank (NatWest). Auch die Aktien anderer europäischer Banken fielen, darunter die Commerzbank, die österreichische Raiffeisen Bank und die französische Société Générale. Laut Paolo Gentiloni von der Europäischen Kommission forderten die Finanzminister der Eurozone die Kommission auf, ab dem zweiten Quartal 2023 Schlupflöcher in den Bestimmungen zum Krisenmanagement und zur Einlagensicherung (CMDI) zu schließen.
Chinesische Banken hatten kaum negative Auswirkungen. Nach Angaben von Bloomberg News stammten fast alle der 166 Spitzenreiter während der Marktturbulenzen aus China. Die Bankenkrise in den USA und Europa hat die relative Stabilität des chinesischen Bankensystems deutlich gemacht. Die Erholung Chinas von der Pandemie ist zwar nach wie vor fragil, aber die Inflation ist gedämpft, und die Chinesische Volksbank hatte die Zinssätze langsamer angepasst als die westlichen Zentralbanken.
Die Turbulenzen im Finanzsystem veranlassten die indische Zentralbank am 6. April dazu, weitere Zinserhöhungen auf Eis zu legen, wobei Gouverneur Shaktikanta Das erklärte, es handele sich um eine Pause und nicht um eine Wende. Eine Erhöhung um 25 Basispunkte war allgemein erwartet worden. Auch die Zentralbanken in Australien, Kanada und Indonesien pausierten mit weiteren Erhöhungen.
Während steigende Zinssätze den Banken höhere Renditen für Kundenkredite bescheren, bedeuteten die strengeren finanziellen Bedingungen für den Sektor einen Rückgang der Eigenkapitalfinanzierung, wobei der S&P 500 Bankenindex (SPXBK) im April aufgrund der Erwartung niedrigerer Quartalsgewinne für einige US-Banken im bisherigen Jahresverlauf um 14 % zurückging. Am 11. April senkte der Internationale Währungsfonds seine Prognose für das weltweite BIP-Wachstum im Jahr 2023 von 2,9 % auf 2,8 % und erklärte: „Die Unsicherheit ist groß, und das Gleichgewicht der Risiken hat sich deutlich nach unten verschoben, solange der Finanzsektor verunsichert bleibt“. Die Prognose bedeutete eine Abschwächung von 3,4 % im Jahr 2022, sagte aber voraus, dass das Wachstum 2024 leicht auf 3,0 % ansteigen könnte. Der IWF hatte seine Prognose seit dem Frühjahr 2022 gesenkt.